# GripShift
GripShift je videohra vyvinutá společností Sidhe a vydaná společně společnostmi Red Mile Entertainment, Sony Online Entertainment a Ubisoft pro kapesní konzoli PlayStation Portable v roce 2005. Hra byla později vydána ke stažení pro PlayStation 3 prostřednictvím obchodu PlayStation Store (od roku 2014 již není k dispozici) a pro Xbox 360 prostřednictvím Xbox Live Arcade. GripShift je hra mezi logickou plošinovkou typu Super Monkey Ball a závodní hrou typu Stunt Car Racer. 

## Hratelnost
GripShift je závodní videohra. Verze pro PlayStation Portable obsahuje oficiální tratě, které lze stáhnout na oficiálních stránkách hry. Stahovatelný obsah „Turbo Expansion Pack“ byl vydán 13. února 2008 exkluzivně pro verzi na Xbox 360. Obsah přidává nové režimy pro jednoho a více hráčů, osm závodních tratí, osm arén pro deathmatch a osmnáct nových hudebních skladeb.